# Palle di Natale
Palle di Natale è un singolo di Luca Laurenti e Paolo Bonolis pubblicato il 20 novembre 2012. La canzone è scaricabile gratuitamente dal sito ufficiale della trasmissione Avanti un altro!, condotta da questi ultimi.

## Descrizione
Il brano, che è una canzone natalizia scritta da Federica Camba con Daniele Coro e Saverio Grandi, vede la voce principale di Laurenti (quest'ultimo anche alle tastiere) e la goliardica collaborazione di Bonolis. Oltre a loro, per il singolo, hanno collaborato altri due personaggi della trasmissione, facenti parte del cosiddetto Minimondo: Franco Pistoni (lo iettatore) che introduce il brano e Leonardo Tricarico (l'alieno) che lo conclude. Nel coro hanno partecipato Moreno Ferrara e Silvio Pozzoli.